# Judith Anderson
Judith Anderson, AC, (n. 10 februarie 1897, Adelaide, Australia de Sud, Australia – d. 3 ianuarie 1992, Santa Barbara, California, SUA) a fost o actriță americană de origine australiană. A câștigat două premii Emmy și un premiu Tony și a fost nominalizată la premiile Grammy și Oscar.
A debutat în Sydney în 1915, și a jucat pentru prima dată pe o scenă în New York în 1918.

## Filmografie (selecție)
- Blood Money (1933)
- Rebecca (1940)
- Forty Little Mothers (1940)
- Lady Scarface (1941)
- Kings Row (1942)
- All Through the Night (1942)
- Edge of Darkness (1943)
- Laura (1944)
- And Then There Were None (1945)
- Specter of the Rose (1946)
- The Strange Love of Martha Ivers (1946)
- The Diary of a Chambermaid (1946)
- The Red House (1947)
- The Furies (1950)
- Salome (1953)
- The Ten Commandments (1956)
- Cat on a Hot Tin Roof (1958)
- Cinderfella (1960)
- Don't Bother to Knock (1961)
- A Man Called Horse (1970)
- Inn of the Damned (1975)
- Star Trek III: The Search for Spock (1984)